# Antonio Alberico II Malaspina

Stemma Malaspina

Antonio Alberico II Malaspina (metà XV secolo – Massa, 13 aprile 1519) è stato un nobile italiano, marchese di Massa e signore di Carrara, Avenza e Moneta.

## Biografia
Era figlio di Giacomo Malaspina, marchese condomino di Fosdinovo fino al 1467, nonché marchese di Massa e signore di Carrara per il seguito, e di Taddea Pico. Alla morte del padre nel 1481, gli succedette assieme al fratello Francesco, che estromise dal governo ed esiliò nel 1484.
Nel 1494 ospitò nel suo palazzo di Massa Carlo VIII, che lo armò cavaliere.
Nel 1500 Jean de Beaumont, inviato dai francesi in aiuto di Firenze contro Pisa, transitando per la Lunigiana, confiscò Massa e altri territori ad Alberico e li consegnò allo zio Gabriele II Malaspina, suo acerrimo nemico. Alberico li riebbe solo nel 1501.
Morì nel 1519 e, non avendo figli maschi, testò a favore della figlia Ricciarda, che nel 1529 ottenne da Carlo V l'investitura suo jure del marchesato di Massa e della signoria di Carrara, Moneta ed Avenza, addirittura con diritto di trasmissione successoria ai figli maschi o, in mancanza, in deroga alla legge salica, anche alle femmine, nel rispetto del criterio della primogenitura (che non era invece tradizionalmente applicato dai Malaspina).

## Discendenza
Sposò Lucrezia d'Este (? -1544), figlia di Sigismondo d'Este, signore di San Martino in Rio, e di sua moglie Pizzocara. Ebbero quattro figlie:
- Eleonora (1493-1515), sposò nel 1515, pochi mesi prima di morire prematuramente, Scipione Fieschi (ca 1480-15 febbraio 1520), conte di Lavagna.[3]
- Ricciarda (1497-1553), marchesa di Massa e signora sovrana di Carrara, sposò in prime nozze il cognato, rimasto vedovo, Scipione Fieschi, ed in seconde nozze Lorenzo Cybo, conte di Ferentillo
- Caterina Dianora (c. 1500-?), monaca in S. Antonio a Ferrara con il nome di suor Lucrezia
- Taddea (1505-1559), sposò Giovanni Battista Boiardo, conte di Scandiano[4].

## Ascendenza
|                                    |                                   |                      | Genitori      |  |  | Nonni |  |  | Bisnonni              |  |  | Trisnonni            |  |
|                                    |                                   |                      |               |  |  |       |  |  | Spinetta II Malaspina |  |  | Galeotto I Malaspina |  |
|                                    |                                   |                      |               |  |  |       |  |  | Spinetta II Malaspina |  |  | Galeotto I Malaspina |  |
|                                    |                                   | Argentina Grimaldi   |               |  |  |       |  |  | Spinetta II Malaspina |  |  |                      |  |
| Antonio Alberico I Malaspina       |                                   |                      |               |  |  |       |  |  | Spinetta II Malaspina |  |  |                      |  |
|                                    |                                   | Giovanna Gambacorti  | …             |  |  |       |  |  |                       |  |  |                      |  |
|                                    |                                   | Giovanna Gambacorti  | …             |  |  |       |  |  |                       |  |  |                      |  |
|                                    |                                   | Giovanna Gambacorti  | …             |  |  |       |  |  |                       |  |  |                      |  |
| Giacomo I Malaspina                |                                   | Giovanna Gambacorti  |               |  |  |       |  |  |                       |  |  |                      |  |
|                                    |                                   | Bartolomeo Malaspina | …             |  |  |       |  |  |                       |  |  |                      |  |
|                                    |                                   | Bartolomeo Malaspina | …             |  |  |       |  |  |                       |  |  |                      |  |
|                                    |                                   | Bartolomeo Malaspina | …             |  |  |       |  |  |                       |  |  |                      |  |
| Giovanna Malaspina                 |                                   | Bartolomeo Malaspina |               |  |  |       |  |  |                       |  |  |                      |  |
|                                    |                                   | Margherita Malaspina | …             |  |  |       |  |  |                       |  |  |                      |  |
|                                    |                                   | Margherita Malaspina | …             |  |  |       |  |  |                       |  |  |                      |  |
|                                    |                                   | Margherita Malaspina | …             |  |  |       |  |  |                       |  |  |                      |  |
| Antonio Alberico II Malaspina      |                                   | Margherita Malaspina |               |  |  |       |  |  |                       |  |  |                      |  |
|                                    | Francesco II Pico della Mirandola | Paolo Pico           |               |  |  |       |  |  |                       |  |  |                      |  |
|                                    | Francesco II Pico della Mirandola | Paolo Pico           |               |  |  |       |  |  |                       |  |  |                      |  |
|                                    | Francesco II Pico della Mirandola | Isabella Malaspina   |               |  |  |       |  |  |                       |  |  |                      |  |
| Francesco III Pico della Mirandola | Francesco II Pico della Mirandola |                      |               |  |  |       |  |  |                       |  |  |                      |  |
|                                    |                                   | …                    | …             |  |  |       |  |  |                       |  |  |                      |  |
|                                    |                                   | …                    | …             |  |  |       |  |  |                       |  |  |                      |  |
|                                    |                                   | …                    | …             |  |  |       |  |  |                       |  |  |                      |  |
| Taddea Pico della Mirandola        |                                   | …                    |               |  |  |       |  |  |                       |  |  |                      |  |
|                                    |                                   | Marco I Pio          | Giberto I Pio |  |  |       |  |  |                       |  |  |                      |  |
|                                    |                                   | Marco I Pio          | Giberto I Pio |  |  |       |  |  |                       |  |  |                      |  |
|                                    |                                   | Marco I Pio          | Bianca Casati |  |  |       |  |  |                       |  |  |                      |  |
| Pietra Pio                         |                                   | Marco I Pio          |               |  |  |       |  |  |                       |  |  |                      |  |
|                                    |                                   | Taddea de' Roberti   | …             |  |  |       |  |  |                       |  |  |                      |  |
|                                    |                                   | Taddea de' Roberti   | …             |  |  |       |  |  |                       |  |  |                      |  |
|                                    |                                   | Taddea de' Roberti   | …             |  |  |       |  |  |                       |  |  |                      |  |
|                                    |                                   | Taddea de' Roberti   |               |  |  |       |  |  |                       |  |  |                      |  |